# Familienlastenausgleichsfonds
Der Familienlastenausgleichsfonds (FLAF) der Republik Österreich ist ein vom Familienministerium verwalteter Fonds zur Familienpolitik. Er wurde zur Zeit der ÖVP-Alleinregierung durch das BGBl. Nr. 376/1967, das am 1. Jänner 1968 in Kraft trat,  gegründet, um den Familien den Mehraufwand durch Kinder teilweise auszugleichen. Als „Drei-Generationen-Vertrag“ ist der FLAF, in den der Dienstgeber für jeden Dienstnehmer 3,9 % (bis 31. Dezember 2016: 4,5 % bzw. 2017: 4,1 %) der Bruttolohnsumme einbezahlt, das Pendant zur Pensionsversicherung. Der Beitragssatz wurde im Laufe der Zeit – zugunsten anderer Sozialleistungen – abgesenkt.
Die wichtigste Leistung des FLAF ist die Familienbeihilfe, die den Eltern für jedes Kind bis zum Ende der Berufsausbildung (maximal bis 24 Jahre) ausbezahlt wird und bei Mehrkindfamilien leicht progressiv ist. Seit den 1970ern werden auch andere Leistungen aus dem Fonds finanziert, was parteipolitisch teilweise umstritten war – beispielsweise die Schulbuchaktion, die Schüler-Lehrlingsfreifahrt und Teile des Wochengeldes, das Kinderbetreuungsgeld und vieles andere. Rechtlich ist der Fonds als zweckgebundene Gebarung im Bundesbudget eingerichtet, für dessen Zweckbindung das Familienministerium verantwortlich ist.
Das sozioökonomische Ziel des FLAF ist der Ausgleich von Unterhaltslasten und Betreuungsleistungen jener Personen, die als Mütter und Väter für Kinder zu sorgen haben. Die primäre Umverteilungsfunktion des Lastenausgleichs ist eine horizontale: Der FLAF verteilt zwischen jenen, die aktuell für Kinder Unterhaltspflichten tragen, und jenen, auf die dies nicht zutrifft.
Seit den 1980er Jahren zeigt sich aber, dass die Art der Budgetierung auch eine vertikale Umverteilung mit sich bringt. Der FLAF unterstützt die unteren Einkommensschichten wesentlich stärker als die oberen. Das unterste Viertel der Einkommensempfänger erhält mehr als das Dreifache ausbezahlt, als es (indirekt) einzahlt. Das oberste Viertel hingegen erhält nur die Hälfte der einbehaltenen Summe zurück. Selbständige müssen keinen Beitrag entrichten, haben aber gleichwohl Anspruch auf die Leistungen.